# Combustible nucléaire

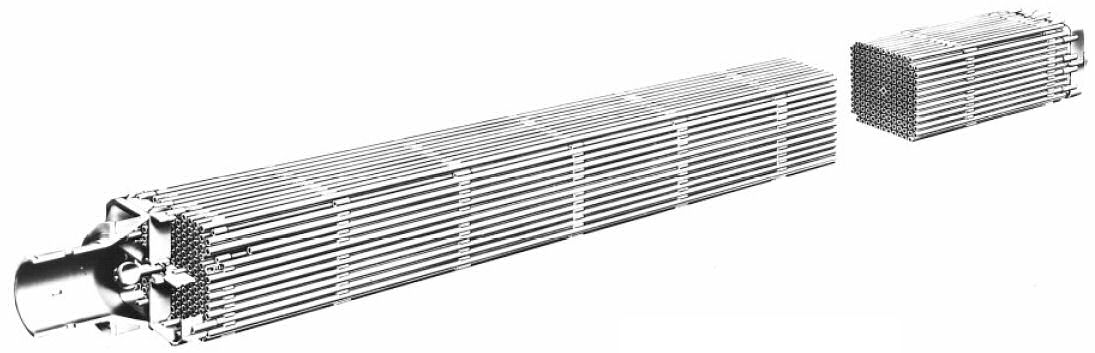
Assemblage combustible.

Modèle de l'atome.

Le combustible nucléaire est le produit qui, contenant des isotopes fissiles (uranium, plutonium…), fournit l'énergie dans le cœur d'un réacteur nucléaire en entretenant la réaction en chaîne de fission nucléaire.
Les termes « combustible » et « combustion » sont utilisés par analogie à la chaleur dégagée par une matière en feu, mais sont inappropriés pour caractériser tant le produit que son action. En effet, la combustion est une réaction d'oxydoréduction (échange d'électrons) tandis que la « combustion » des matières radioactives provient de réactions nucléaires (fission de noyaux atomiques).
Les matières fissiles sont utilisées pour la propulsion nucléaire de navires militaires (en particulier de porte-avions et de sous-marins nucléaires), ainsi que comme combustible dans les centrales nucléaires. Un réacteur à eau pressurisée de 1 300 MWe comporte environ 100 tonnes de combustible renouvelé périodiquement, par parties.
Le combustible UOX (Uranium Oxide) est constitué de pastilles de dioxyde d'uranium (UO2). Ces pastilles sont empilées dans des tubes en alliage de zirconium d'environ quatre mètres de longueur, aussi appelés « gaines ». L'ensemble pastilles-gaine constitue un crayon. Les crayons sont bouchés aux deux extrémités et sont pressurisés avec de l'hélium. Les crayons sont ensuite réunis en assemblages combustible constitués d'environ 250 éléments.

## Fabrication du combustible nucléaire

### Procédé

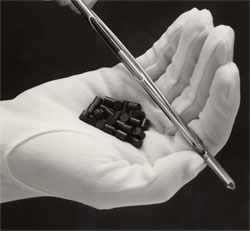
Pastilles combustibles.

L'étape de fabrication du combustible est destinée à donner aux matières nucléaires la forme physico-chimique adéquate pour une irradiation en réacteur. Les centrales électrogènes utilisent pour la plupart un combustible d'oxyde d'uranium UOX (uranium oxide). Certaines applications spécifiques requièrent un combustible métallique (anciens réacteurs Magnox par exemple).
L'UF6 enrichi est converti en poudre d'oxyde d'uranium dans un premier temps. L'oxyde d'uranium est ensuite comprimé sous forme de pastilles (de 7 à 8 mm de diamètre pour les réacteurs à eau pressurisée, REP). Ces pastilles sont elles-mêmes empilées dans un tube : la gaine. Selon le type de réacteur, le gainage est réalisé :
- en alliage de zirconium, le Zircaloy, qui n'absorbe pas les neutrons thermiques et permet donc de ne pas réduire le bilan neutronique du réacteur en évitant les captures stériles ;
- en acier inoxydable pour les réacteurs à neutrons rapides à caloporteur sodium (l'acier n'est pas absorbant pour les neutrons rapides) ou pour certains concepts de réacteurs à neutrons thermiques (AGR par exemple). Dans ce dernier cas, cela demande un surcroît d'enrichissement pour compenser les captures stériles ;
- en aluminium, principalement pour des assemblages expérimentaux.

La gaine est close à ses extrémités par des bouchons pseudo-coniques soudés. Un ressort est situé entre le haut de la colonne fissile et le bouchon supérieur de sorte à assurer le maintien des pastilles. Le crayon ainsi constitué est rempli sous hélium. Ce gaz n'est pas activable et prévient ainsi la formation d'éléments radioactifs gazeux dans l'interstice (ou gap) pastille - gaine.
Les crayons sont ensuite assemblés en réseaux verticaux d'environ 250 crayons parallèles (selon le type de réacteur), dans des assemblages. Des grilles horizontales assurent le maintien en faisceaux tandis qu'un dispositif de préhension situé en haut de l'assemblage facilite sa manutention et permet l'accrochage dans le cœur. Les grilles sont munies d'ailettes, ce qui assure un mélange turbulent du fluide caloporteur — l'eau du circuit primaire — circulant entre les crayons. En France, les assemblages les plus couramment utilisés comportent 264 éléments, soit 17 × 17 rangées, moins 24 tubes guides et un tube d'instrumentation[réf. nécessaire].
Le combustible MOX (mixed-oxide) est fabriqué à partir du plutonium de retraitement et de l'uranium appauvri produit lors de l'étape d'enrichissement. La forme physico-chimique du combustible est identique à celle de l'oxyde d'uranium (UOX).

### Installations industrielles
De nombreux pays disposent d'usines de fabrication de combustible. Les capacités mondiales de fabrication sont de l'ordre de 12 000 tML/an (tML : tonnes de métal lourd[C'est-à-dire ?]) pour le combustible UOX des réacteurs à eau légère et 5 000 tML/an pour le combustible des réacteurs à eau lourde (majoritairement au Canada). Les autres usines de fabrication concernent le combustible AGR (au Royaume-Uni) ainsi que les combustibles MOX pour REP et RNR.
Le gouvernement britannique annonce le 7 janvier 2024 le lancement d'un programme de production de combustible à base d'uranium faiblement enrichi à teneur élevée (HALEU), indispensable pour alimenter de nombreux modèles de réacteurs avancés, dont les petits réacteurs modulaires (PRM ou SMR). Le premier site de production, dans le nord-ouest de l'Angleterre, doit être opérationnel au début des années 2030. Le combustible HALEU, dont la teneur en uranium 235 varie de 5 à 20 %, supérieure à celle de 5 % du combustible alimentant la plupart des centrales nucléaires en exploitation, n'est jusqu'ici produit commercialement que par la Russie.

## Cycle du combustible nucléaire
(avril 2022).

Schéma simplifié de la filière nucléaire.

Le cycle du combustible nucléaire comporte les étapes suivantes :
- amont du cycle (extraction minière de l'uranium naturel, conversion, enrichissement, fabrication du combustible) ;
- irradiation en réacteur ;
- aval du cycle (entreposage intermédiaire du combustible irradié, traitement du combustible irradié, entreposage des déchets radioactifs et des combustibles irradiés, stockage) ;
- transport du combustible nucléaire et des matières radioactives.

### Combustible nucléaire irradié

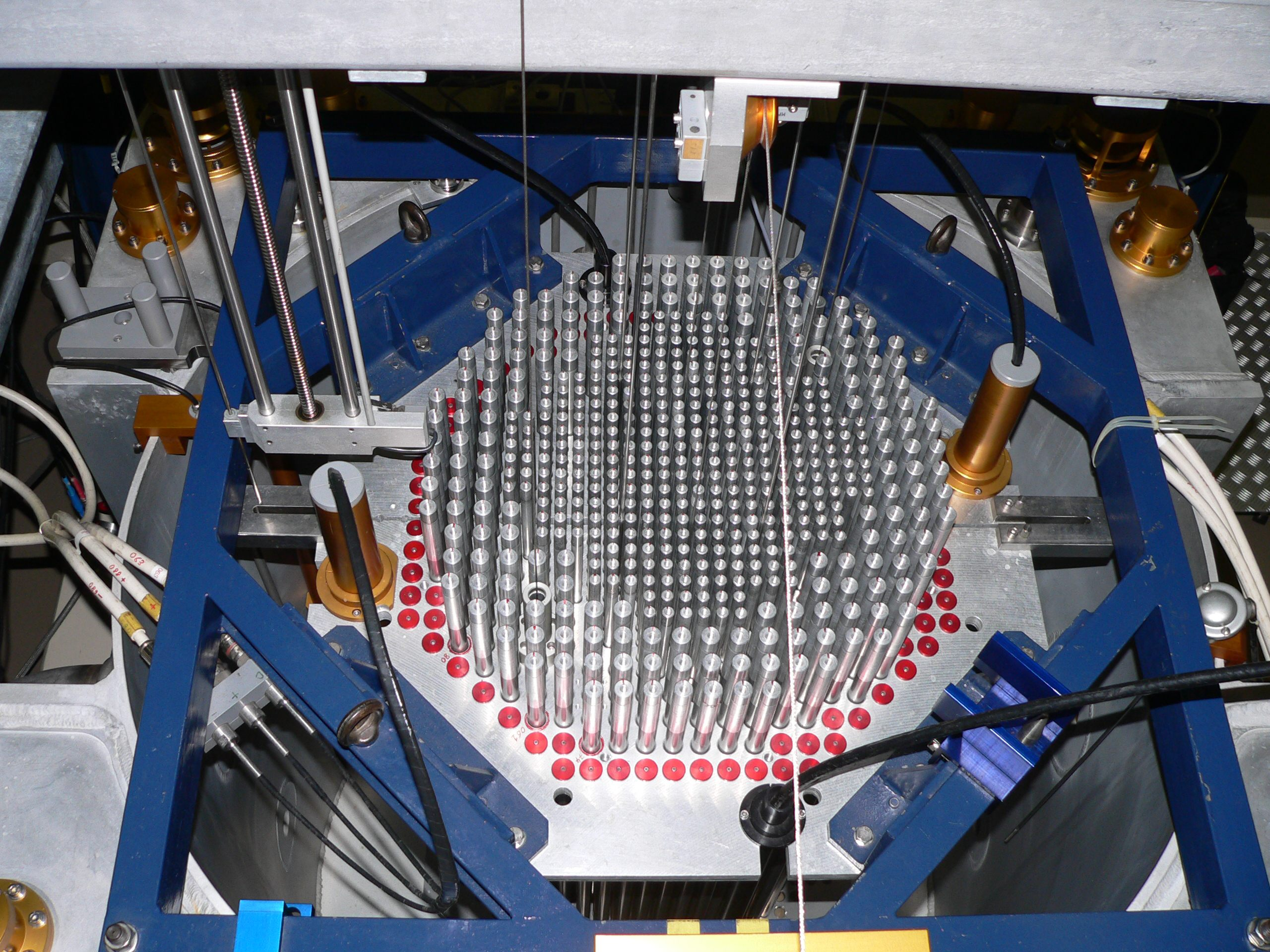
Réacteur CROCUS de l'EPFL.

Principaux éléments contenus dans les combustibles nucléaires irradiés(en kilogrammes par tonne de combustible REP 1300, après trois ans de refroidissement).
Uranium : 935,548 kg d'enrichissement d'environ 1 %.
| Actinides | Masse (kg) |
| --------- | ---------- |
| neptunium | 0,43       |
| plutonium | 10         |
| américium | 0,38       |
| curium    | 0,042      |

| Produits de fission | Masse (kg) | Produits de fission | Masse (kg) |
| ------------------- | ---------- | ------------------- | ---------- |
| Kr, Xe              | 6,0        | Tc                  | 0,23       |
| Cs, Rb              | 3,1        | Ru, Rh, Pd          | 0,86       |
| Sr, Ba              | 2,5        | Ag, Cd, In, Sn, Sb  | 0,25       |
| Y, La               | 1,7        | Ce                  | 2,5        |
| Zr                  | 3,7        | Pr                  | 1,2        |
| Se, Te              | 0,56       | Nd                  | 4,2        |
| Mo                  | 3,5        | Sm                  | 0,82       |
| I                   | 0,23       | Eu                  | 0,15       |

### Aval du cycle
Dans certaines filières de réacteurs, parmi lesquelles les réacteurs à eau pressurisée et les réacteurs à eau bouillante (les plus répandues), les combustibles usés peuvent être retraités, ce qui permet de séparer les constituants valorisables pour une nouvelle utilisation de ceux qui ne peuvent être recyclés et constituent des déchets nucléaires ultimes, tout en conditionnant ceux-ci sous une forme physico-chimique plus stable et plus apte à l'entreposage ou au stockage (en surface ou en profondeur).
Dans les réacteurs à eau pressurisée actuels (de type Westinghouse), le temps de séjour moyen des assemblages de combustible est de 4,5 ans. Au terme de cette période, il reste pour une tonne de combustible :
- 930 kg d'uranium enrichi à environ 1 % ;
- 56,6 kg de produits de fission ;
- des actinides :
  - 12 kg de plutonium,
  - 1 kg de neptunium,
  - 0,8 kg d’américium,
  - 0,6 kg de curium[3].

Si l'uranium et le plutonium peuvent être réutilisés en fabriquant des MOx, les produits de fission et les actinides mineurs sont vitrifiés et stockés. Il faut entre 300 000 ans et un million d'années pour que la radiotoxicité des actinides mineurs chute et rejoigne celle de l'uranium naturel. La transmutation se donne pour objectif de les muter en espèces nettement moins radiotoxiques. Par exemple, le projet MYRRHA permettrait la combustion de barre composées jusqu'à 50 % de ces actinides. Après transmutation, leur radiotoxicité rejoindrait celle de l'uranium en seulement 300 ans.
Les gaines de zirconium entourant le combustible et les structures internes de l'assemblage combustible ne sont pas recyclées et font partie des déchets à vie longue.